# Nous les coyotes
 (décembre 2018).
Pour plus de détails, voir Fiche technique et Distribution.
Nous les coyotes est une comédie dramatique franco-américaine réalisée par Hanna Ladoul et Marco La Via et sortie en 2018. Le film a été présenté lors de la 71e édition du Festival de Cannes dans la programmation de l'ACID.

## Synopsis
L'histoire suit un jeune couple, Amanda et Jake, durant leurs premières 24 heures à Los Angeles. Ils viennent de l'Illinois en voiture pour l'entretien d'embauche d'Amanda dans une maison de disques. Rien ne se passe comme prévu durant cette journée qui enchaîne les déboires, d'un bout à l'autre de la ville.

## Fiche technique
- Titre : Nous les coyotes
- Titre américain : Anywhere With You
- Titre international : We the Coyotes
- Réalisation : Marco La Via et Hanna Ladoul
- Scénario : Marco La Via et Hanna Ladoul
- Photographie : Stephen Tringali
- Montage : Camille Delprat
- Musique : Juan Cortés
- Décors : Pauline Khamphone, Lainey Wood et Julius Schultheiß
- Costumes : Yasmine Abraham
- Production : Raphaël Gindre
- Coproduction : Matt Miller, Kevin Van Der Meiren, Manon Heurtel, Kevin Desbordes
- Sociétés de production : Noodles et Studio Orlando
- Société de distribution : New Story (France)
- Pays de production :  États-Unis,  France
- Genre : comédie dramatique
- Durée : 87 minutes
- Dates de sortie :
  - France : 10 mai 2018 (Festival de Cannes) ; 12 décembre 2018 (en salles)
  - Québec : 15 septembre 2018
  - États-Unis : 26 septembre 2018 (Los Angeles)

## Distribution
- Morgan Saylor : Amanda
- McCaul Lombardi : Jake
- Betsy Brandt : Jeanine
- Khleo Thomas : Danny
- Lorelei Linklater : Katie
- Cameron Crovetti : Tim
- Nicholas Crovetti : Dylan
- Vivian Bang : Jennifer
- Ravil Isyanov : Lazlo
- Micah Hauptman : Greg

## Sortie

### Accueil Critique
En France, le site Allociné recense une moyenne des critiques presse de 2,9/5, et des critiques spectateurs à 4,4/5.
Pour Jacky Goldberg des Inrocks, « Au-delà de sa justesse descriptive, le film tire sa force de sa capacité à faire du cinéma à partir de presque rien, de l’anecdotique et du quotidien, des jeux de regards, des pas feutrés et des chuchotements. »
Pour François Forestier de L'Obs, « Tirant le meilleur parti d'un budget étriqué, Hanna Ladoul et Marco La Via trouvent un ton, une énergie amusée, et transforment une petite idée (sans doute autobiographique) en une sympathique virée californienne. Il y a de la vie, là-dedans. »
Pour Jérémie Couston de Télérama, « Apprivoiser le monde des adultes, se faire une place au soleil, se fondre dans la masse sans renier son identité : voilà l’objectif de Jake et Amanda, jeune couple d’Américains parti de l’Illinois pour s’installer dans la Cité des anges. Leur histoire résonne avec celle des réalisateurs, Français exilés à Los Angeles, et auteurs de ce premier long métrage attachant, plein de vitalité, qui évite les écueils inhérents à son sujet, tel que l’excès de naïveté ou d’arrogance. »
Le Parisien décrit Nous les coyotes comme « Un joli film sur la jeunesse et l’émancipation, dans un Los Angeles aux couleurs saturées de soleil. »
Pour Olivier Pélisson de Bande à part, « Sans cynisme ni angélisme, ce conte montre la paupérisation, la loi des séries, les rêves et les chutes dans la mégapole du tout est possible, du pire au meilleur. Avec une bienveillance dans la captation des visages entre béton et océan. »

## Distinctions

### Sélections
- Festival de Cannes 2018 : programmation de l'ACID
- Festival de cinéma de la ville de Québec : Compétition Officielle
- Los Angeles Film Festival : LA Muse
- Raindance Film Festival : Best Discovery
- Festival international du film de Gijón : Enfants Terribles
- Festival international du film de Varsovie : Discoveries